# Lizardo Rodríguez Nue
Lizardo Rodríguez Nue (né le 30 août 1910 au Pérou et mort à une date inconnue) était un joueur péruvien de football international.

## Biographie
Lizardo Rodríguez Nué, l'attaquant du club péruvien de l'Alianza Lima, pendant sa carrière de club, est surtout connu pour avoir joué en international avec le Pérou.
Il est appelé par le sélectionneur espagnol Francisco Bru avec 21 autres joueurs péruviens, où il participe à la coupe du monde 1930 en Uruguay, où son pays tombe dans le groupe C avec la Roumanie et le futur vainqueur et hôte, l'Uruguay. Il ne joue quant à lui aucun des deux matchs de son équipe pendant ce mondial.
Il participe également à la Copa América 1935.